# Canelas, Mexiko
Canelas är en ort i Mexiko.   Den ligger i kommunen Canelas och delstaten Durango, i den centrala delen av landet, 1 000 km nordväst om huvudstaden Mexico City. Canelas ligger 1 672 meter över havet och antalet invånare är 734.
Terrängen runt Canelas är kuperad åt sydväst, men åt nordost är den bergig. Terrängen runt Canelas sluttar västerut. Runt Canelas är det mycket glesbefolkat, med 4 invånare per kvadratkilometer. Närmaste större samhälle är Topía, 12,3 km norr om Canelas. I omgivningarna runt Canelas växer huvudsakligen savannskog.